# Liste der polnischen Botschafter in Argentinien

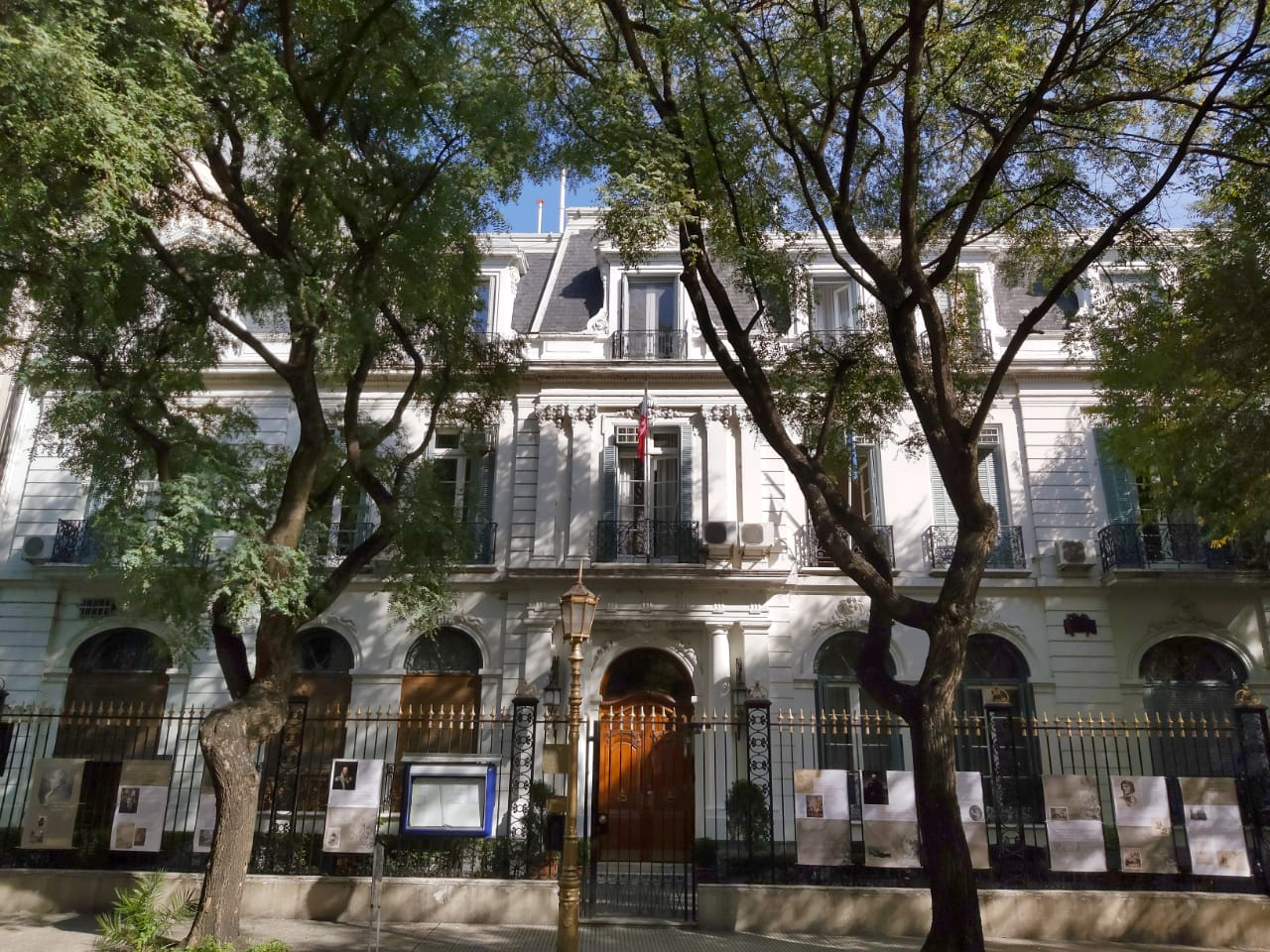
Die polnische Botschaft in Buenos Aires

Der Botschafter ist regelmäßig auch bei den Regierungen in Montevideo und Asunción akkreditiert.
| Ernannt       | Name                      | Bemerkungen | ernannt während der Regierung von | akkreditiert während der Regierung von | Posten verlassen |
| ------------- | ------------------------- | --- | --------------------------------- | -------------------------------------- | ---------------- |
| 1. Apr. 1922  | Władysław Mazurkiewicz    | Geschäftsträger | Józef Piłsudski                   | Marcelo Torcuato de Alvear             | 27. Mai 1925     |
| 28. Mai 1925  | Władysław Mazurkiewicz    | Gesandter | Stanisław Wojciechowski           | Marcelo Torcuato de Alvear             | 30. Juni 1936    |
| 1. Juli 1936  | Wacław Dostal             | Geschäftsträger | Ignacy Mościcki                   | Agustín Pedro Justo                    |                  |
| 1. März 1937  | Kazimierz Kurnikowski     | auch in La Paz, Santiago de Chile, Quito und Lima akkreditiert. | Ignacy Mościcki                   | Agustín Pedro Justo                    | 1. Jan. 1941     |
| 1. Jan. 1941  | Mieczysław Chałupczyński  | Geschäftsträger, Dienstsitz Bogota, Mieczysław Chałupczyński (* 13. Oktober 1899; † 3. Januar 1946 in Bogotá), Konsul wurde am 1. April 1939 zum Geschäftsträger in Bratislava ernannt, die Erste Slowakische Republik beteiligte sich am Überfall auf Polen. Chałupczyński migrierte nach London wurde Mitglied in der Polnischen Exilregierung und als Geschäftsträger nach Bogotá entsandt. Im Dezember 1945 erkannte die Regierung von Alberto Lleras Camargo, die Regierung von Edward Osóbka-Morawski in Warschau an. | Władysław Raczkiewicz             | Roberto María Ortiz                    | 1941             |
| 1. Jan. 1942  | Mirosław Arciszewski      | auch in La Paz akkreditiert. | Władysław Raczkiewicz             | Ramón Castillo                         | 1947             |
| 30. Juli 1951 | Stefan Szumowski          | | Bolesław Bierut                   | Juan Perón                             | 1951             |
| 31. März 1951 | Michał Żółkoś             | Geschäftsträger | Bolesław Bierut                   | Juan Perón                             | 1953             |
| 17. Sep. 1953 | Romuald Spasowski         | | Aleksander Zawadzki               | Juan Perón                             | 1954             |
| 11. Dez. 1954 | Wiktor Lerczak            | Geschäftsträger | Aleksander Zawadzki               | Juan Perón                             | 1956             |
| 3. Okt. 1956  | Mieczysław Włodarek       | | Aleksander Zawadzki               | Eduardo Lonardi                        | 1958             |
| 5. März 1958  | Edward Bartol             | | Aleksander Zawadzki               | Arturo Frondizi                        | 1962             |
| 1. März 1962  | Waldemar Rómmel           | Geschäftsträger | Aleksander Zawadzki               | José María Guido                       | 1966             |
| 21. Sep. 1966 | Bernard Bogdański         | Botschafter | Edward Ochab                      | Juan Carlos Onganía                    | 1971             |
| 7. Okt. 1971  | Mieczysław Włodarek       | | Józef Cyrankiewicz                | Alejandro Agustín Lanusse              | 1976             |
| 6. Mai 1976   | Henryk Skrobisz           | | Henryk Jabłoński                  | Jorge Rafael Videla                    | 1980             |
| 14. Okt. 1980 | Czesław Limont            | | Henryk Jabłoński                  | Jorge Rafael Videla                    | 1984             |
| 2. Juli 1984  | Jan Janiszewski           | | Henryk Jabłoński                  | Raúl Alfonsín                          | 1988             |
| 31. Aug. 1988 | Janusz Balewski           | | Wojciech Jaruzelski               | Raúl Alfonsín                          | 1992             |
| 1. Juni 1992  | Andrzej Wróbel            | | Lech Wałęsa                       | Carlos Menem                           | 1995             |
| 1996          | Eugeniusz Noworyta        | | Aleksander Kwaśniewski            | Carlos Menem                           | 2000             |
| 2001          | Sławomir Ratajski         | | Aleksander Kwaśniewski            | Ramón Puerta                           | 2005             |
| 2005          | Stanisław Stefan Paszczyk | | Aleksander Kwaśniewski            | Néstor Kirchner                        | 2006             |
| 2007          | Zdzisław Jan Ryn          | | Lech Kaczyński                    | Cristina Fernández de Kirchner         | 13. Jan. 2010    |
| 30. Juni 2008 | Izabela Matusz            | Geschäftsträgerin | Lech Kaczyński                    | Cristina Fernández de Kirchner         | 2009             |
| 15. Aug. 2009 | Michał Faryś              | Geschäftsträger | Lech Kaczyński                    | Cristina Fernández de Kirchner         | 2010             |
| 13. Jan. 2010 | Jacek Bazański            | am 15. März 2010 akkreditiert | Bronisław Komorowski              | Cristina Fernández de Kirchner         | 2015             |
| 12. Jan. 2016 | Marek Pernal              | | Andrzej Duda                      | Mauricio Macri                         | Juni 2018        |
| 2019          | Aleksandra Piątkowska     | | Andrzej Duda                      | Mauricio Macri / Alberto Fernández     | 2024             |